# Подкрай-при-Загорю
Подкрай-при-Загорю (словен. Podkraj pri Zagorju) — поселення в общині Загорє-об-Саві, Засавський регіон, Словенія. Висота над рівнем моря: 307,1 м.